# مضخة معجون الأسنان

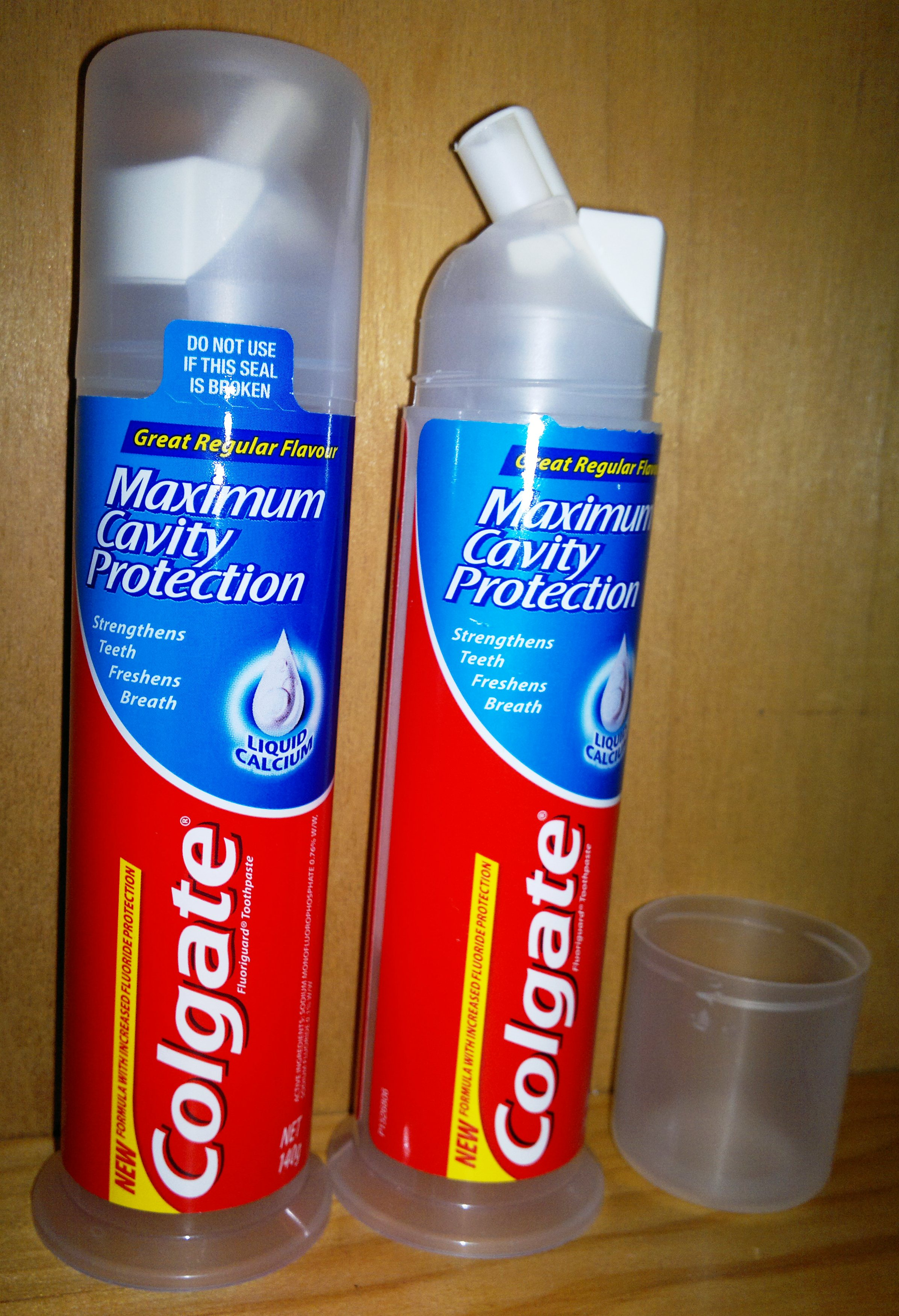

مضخة معجون الأسنان Toothpaste pump dispenser، هي جهاز يستخدم لاحتواء وتوزيع معجون الأسنان، على غرار الأنبوب. يعتبر موزع معجون الأسنان الأوتوماتيكي طريقة ذاتية البدء لتوزيع معجون الأسنان.

## المضخة
على عكس الأنبوب، فإن مضخة معجون الأسنان مصنوعة من البلاستيك الصلب وتعمل عن طريق الضغط على مقبض في الأعلى بدلاً من الضغط على الأنبوب.كانت هنكل أول من باع معجون الأسنان في مضخة في ألمانيا الغربية، وتم تسويقه في الولايات المتحدة بداية من عام 1984. تم تسويق مضخة معجون الأسنان لأول مرة من قبل ماركس آند سبنسر في المملكة المتحدة في عام 1982. بدأ كل من يونيليفر وكولجيت تسويق مضخات معجون الأسنان بعد فترة وجيزة.

## الموزع الآلي
موزع معجون الأسنان الأوتوماتيكي هو جهاز مثبت على الحائط يستخدم لتوزيع معجون الأسنان عن طريق ضغط فرشاة الأسنان على الألواح الداخلية من الموزع، بحيث تقوم تلقائيًا بعصر كمية مناسبة من معجون الأسنان وتجنب الهدر.تشتمل معظم الموزعات الأوتوماتيكية الحديثة على حامل فرشاة أسنان، وفي بعض الطرز المتقدمة يعمل الحامل أيضًا كمطهر لفرشاة الأسنان.